# Persone di nome Aurelio
| Questa pagina contiene informazioni ricavate automaticamente dalle voci biografiche con l'ausilio del template Bio e di un bot. L'aggiornamento è periodico e automatico e ricostruisce completamente la pagina. Se manca una persona in questa lista, sei pregato di non aggiungerla, ma accertati piuttosto che la sua voce biografica contenga il template Bio e che i dati anagrafici siano correttamente compilati. Se il template Bio manca, inseriscilo tu stesso o, in alternativa, metti l'avviso {{tmp\|Bio}} che ne segnala la mancanza. Se i dati riportati sono sbagliati, correggi direttamente la voce biografica; le modifiche saranno visibili in questa lista entro pochi giorni. Per chiarimenti vedi il progetto antroponimi. La lista contiene solo le 144 persone che sono citate nell'enciclopedia e per le quali è stato implementato correttamente il template Bio. Pagina aggiornata al 6 giu 2025. |

Questa è una lista di persone presenti nell'enciclopedia che hanno il nome Aurelio, suddivise per attività principale.

## Allenatori di calcio(5)
- Aurelio Andreazzoli, allenatore di calcio italiano (Massa, n. 1953)
- Aurelio Gerin, allenatore di calcio e ex calciatore italiano (Romans d'Isonzo, n. 1938)
- Aurelio Pascuttini, allenatore di calcio e ex calciatore argentino (Rosario, n. 1944)
- Aurelio Pavesi De Marco, allenatore di calcio e calciatore italiano (Pedivigliano, n. 1919 - Cosenza, † 1995)
- Aurelio Vidmar, allenatore di calcio e ex calciatore australiano (Adelaide, n. 1967)

## Ammiragli(1)
- Aurelio De Carolis, ammiraglio italiano (Catania, n. 1964)

## Anarchici(1)
- Aurelio Chessa, anarchico, giornalista e storico italiano (Putifigari, n. 1913 - Rapallo, † 1996)

## Arbitri di calcio(1)
- Aurelio Angonese, ex arbitro di calcio italiano (Venezia, n. 1929)

## Architetti(4)
- Aurelio Cetica, architetto italiano (Marciano della Chiana, n. 1903 - Firenze, † 1984)
- Aurelio Cortesi, architetto italiano (Parma, n. 1931 - Parma, † 2021)
- Aurelio Galfetti, architetto svizzero (Lugano, n. 1936 - Bellinzona, † 2021)
- Aurelio Lucchini, architetto e storico dell'architettura uruguaiano (n. 1910 - Montevideo, † 1989)

## Arcivescovi cattolici(1)
- Aurelio Sorrentino, arcivescovo cattolico italiano (Zungri, n. 1914 - Reggio Calabria, † 1998)

## Atleti(1)
- Zotico, atleta romano

## Aviatori(1)
- Aurelio Morandi, aviatore italiano (Orzinuovi, n. 1921 - Cassina Rizzardi, † 1945)

## Calciatori(10)
- Aurelio Biassoni, calciatore italiano (Milano, n. 1912 - † 1950)
- Aurelio Galli, ex calciatore italiano (Milano, n. 1947)
- Aurelio Ramón González, calciatore e allenatore di calcio paraguaiano (Luque, n. 1905 - † 1997)
- Aurelio Lommi, calciatore italiano
- Aurelio Marchese, calciatore e allenatore di calcio italiano (Rivarolo, n. 1915 - † 1996)
- Aurelio Milani, calciatore italiano (Desio, n. 1934 - Borgo Ticino, † 2014)
- Aurelio Saco Vértiz, ex calciatore peruviano (Miami, n. 1989)
- Aurelio Santagostino, calciatore italiano (Milano, n. 1928 - † 2004)
- Aurelio Scagnellato, calciatore e dirigente sportivo italiano (Fortezza, n. 1930 - Padova, † 2008)
- Aurelio Zennaro, calciatore italiano (San Pietro Polesine, n. 1916 - Taggia, † 1984)

## Cantanti(1)
- Aurelio Fierro, cantante e attore italiano (Montella, n. 1923 - Napoli, † 2005)

## Cantautori(1)
- Gabrè, cantautore italiano (Villa San Giovanni, n. 1888 - Prato, † 1946)

## Cardinali(3)
- Aurelio Galli, cardinale italiano (Frascati, n. 1866 - Roma, † 1929)
- Aurelio Roverella, cardinale italiano (Cesena, n. 1748 - Bourbonne-les-Bains, † 1812)
- Aurelio Sabattani, cardinale e arcivescovo cattolico italiano (Pieve Sant'Andrea, n. 1912 - Città del Vaticano, † 2003)

## Ceramisti(1)
- Aurelio Anselmo Grue, ceramista italiano (Castelli, n. 1699 - Atri)

## Cestisti(1)
- Elio Pentassuglia, cestista e allenatore di pallacanestro italiano (Brindisi, n. 1932 - Monopoli, † 1988)

## Chimici(1)
- Aurelio Romeo, chimico italiano (Reggio Calabria, n. 1923 - Roma, † 2017)

## Ciclisti su strada(4)
- Aurelio Cestari, ex ciclista su strada italiano (Saletto di Piave, n. 1934)
- Aurelio Del Rio, ciclista su strada italiano (Beverino, n. 1927 - La Spezia, † 2006)
- Aurelio González, ex ciclista su strada spagnolo (Trucios, n. 1940)
- Aurelio Menegazzi, ciclista su strada e pistard italiano (Buttapietra, n. 1900 - Milano, † 1979)

## Clarinettisti(1)
- Aurelio Magnani, clarinettista e compositore italiano (Longiano, n. 1856 - Roma, † 1921)

## Comici(1)
- Cochi Ponzoni, comico, cabarettista e cantante italiano (Milano, n. 1941)

## Compositori(1)
- Aurelio Samorì, compositore italiano (Faenza, n. 1946)

## Compositori di scacchi(1)
- Aurelio Abela de la Torre, compositore di scacchi spagnolo (Malaga, n. 1843 - Malaga, † 1892)

## Criminali(1)
- Aurelio Cano Flores, criminale messicano (Tamaulipas, n. 1972)

## Dirigenti d'azienda(2)
- Aurelio Manaresi, dirigente d'azienda e politico italiano (Castelguelfo, n. 1895 - Bologna, † 1942)
- Aurelio Peccei, dirigente d'azienda, imprenditore e partigiano italiano (Torino, n. 1908 - Roma, † 1984)

## Discoboli(1)
- Aurelio Lenzi, discobolo e pesista italiano (Pistoia, n. 1891 - † 1967)

## Educatori(1)
- Aurelio Nicolodi, educatore italiano (Trento, n. 1894 - Firenze, † 1950)

## Filologi(2)
- Aurelio Covotti, filologo e storico della filosofia italiano (Ariano di Puglia, n. 1871 - Ariano Irpino, † 1956)
- Aurelio Roncaglia, filologo e critico letterario italiano (Modena, n. 1917 - Roma, † 2001)

## Filosofi(1)
- Agostino d'Ippona, filosofo, vescovo e teologo romano (Tagaste, n. 354 - Ippona, † 430)

## Fotografi(2)
- Aurelio Amendola, fotografo italiano (Pistoia, n. 1938)
- Aurelio Bonori, fotografo italiano (Bologna, n. 1908 - San Giovanni in Persiceto, † 1997)

## Fumettisti(1)
- Aurelio Galleppini, fumettista e illustratore italiano (Casale di Pari, n. 1917 - Chiavari, † 1994)

## Funzionari(1)
- Sant'Ambrogio, funzionario, vescovo e teologo romano (Augusta Treverorum - Milano, † 397)

## Generali(5)
- Aurelio Achilleo, generale e politico romano († 298)
- Aurelio Eracliano, generale romano
- Aurelio Liotta, generale e politico italiano (Sant'Agata di Militello, n. 1886 - Messina, † 1948)
- Aurelio Teodoto, generale romano
- Aurelio Valerio Valente, generale e politico romano († 317)

## Giornalisti(3)
- Aurelio Bianchi-Giovini, pubblicista, politico e saggista italiano (Como, n. 1799 - Milano, † 1862)
- Aurelio Garobbio, giornalista svizzero (Mendrisio, n. 1905 - Milano, † 1992)
- Aurelio Vitto, giornalista e politico italiano (Cassino, n. 1906 - Cassino, † 1941)

## Giuristi(4)
- Aurelio Donato Candian, giurista italiano (Parma, n. 1955 - Parma, † 2008)
- Aurelio Candian, giurista italiano (Barcellona Pozzo di Gotto, n. 1890 - Milano, † 1971)
- Aurelio Arcadio Carisio, giurista romano
- Ermogeniano, giurista romano

## Illustratori(1)
- Aurelio Bertiglia, illustratore, pittore e pubblicitario italiano (Torino, n. 1891 - Roma, † 1973)

## Ingegneri(4)
- Aurelio Drago, ingegnere e politico italiano (Naso, n. 1873 - Palermo, † 1955)
- Aurelio Ghersi, ingegnere italiano (Messina, n. 1892 - Messina, † 1970)
- Aurelio Lampredi, ingegnere italiano (Livorno, n. 1917 - Livorno, † 1989)
- Aurelio Robotti, ingegnere italiano (n. 1913 - † 1994)

## Librettisti(1)
- Aurelio Aureli, librettista italiano (Venezia - Venezia)

## Magistrati(1)
- Aurelio Vessichelli, ex magistrato e dirigente sportivo italiano (Orte, n. 1958)

## Maratoneti(1)
- Aurelio Genghini, maratoneta italiano (San Giovanni in Marignano, n. 1907 - Roma, † 2001)

## Militari(7)
- Aurelio Alonzi, militare italiano (Falvaterra, n. 1898 - Passo Termaber, † 1936)
- Aurelio Baruzzi, militare italiano (Lugo, n. 1897 - Roma, † 1985)
- Aurelio Grue, militare italiano (Atri, n. 1870 - Adua, † 1896)
- Aurelio Padovani, militare, sindacalista e politico italiano (Portici, n. 1889 - Napoli, † 1926)
- Aurelio Pozzi, militare e aviatore italiano (Albiolo, n. 1913 - Linares de Mora, † 1938)
- Aurelio Ricchetti, militare e politico italiano (Reggio Emilia, n. 1876 - Milano, † 1939)
- Aurelio Robino, militare italiano (Genova, n. 1867 - Grazigna, † 1917)

## Musicisti(2)
- Aurelio Scetti, musicista e scrittore italiano (Firenze)
- Aurelio Voltaire, musicista cubano (L'Avana, n. 1967)

## Organisti(1)
- Aurelio Iacolenna, organista italiano (Roma, n. 1953 - Roma, † 2022)

## Partigiani(4)
- Aurelio Ciacci, partigiano e politico italiano (Rapolano Terme, n. 1927 - Rapolano Terme, † 2008)
- Aurelio Spoto, partigiano e medico italiano (Santo Stefano Quisquina, n. 1900 - Napoli, † 1976)
- Aurelio Tarroni, partigiano e antifascista italiano (Alfonsine, n. 1907 - Ravenna, † 1944)
- Aurelio Verra, partigiano e scrittore italiano (Cuneo, n. 1920 - Torino, † 2006)

## Pittori(9)
- Aurelio Barili, pittore italiano (Parma)
- Aurelio Busso, pittore italiano
- Aurelio Caminati, pittore italiano (Genova, n. 1924 - Genova, † 2012)
- Aurelio Craffonara, pittore italiano (Gallarate, n. 1875 - Genova, † 1945)
- Aurelio Gatti, pittore italiano (Cremona, n. 1556 - Piacenza, † 1602)
- Aurelio Gonzato, pittore svizzero (Chiasso, n. 1914 - Massagno, † 2014)
- Aurelio Lomi, pittore italiano (Pisa, n. 1556 - Pisa, † 1624)
- Aurelio Luini, pittore italiano (Milano, n. 1530 - Milano, † 1593)
- Aurelio Tiratelli, pittore e fotografo italiano (Roma, n. 1839 - Roma, † 1900)

## Poeti(5)
- Aurelio de' Giorgi Bertola, poeta e scrittore italiano (Rimini, n. 1753 - Rimini, † 1798)
- Aurelio Buletti, poeta, scrittore e traduttore svizzero (Giubiasco, n. 1946 - Lugano, † 2023)
- Aurelio González Ovies, poeta spagnolo (Bañugues, n. 1964)
- Aurelio Picca, poeta e scrittore italiano (Velletri, n. 1957)
- Prudenzio, poeta e politico romano (n. 348)

## Politici(17)
- Aurelio Celsino, politico romano
- Aurelio Angelo Colleoni, politico italiano (Treviglio, n. 1910 - † 1973)
- Aurelio Crippa, politico e sindacalista italiano (Sesto San Giovanni, n. 1941)
- Aurelio Curti, politico italiano (Frosinone, n. 1917 - Roma, † 1990)
- Aurelio Ermogene, politico romano
- Aurelio Ferrando, politico e partigiano italiano (Novi Ligure, n. 1921 - Novi Ligure, † 1985)
- Aurelio Ferrari, politico italiano (Milano, n. 1948)
- Mario García Menocal, politico cubano (Jagüey Grande, n. 1866 - Santiago di Cuba, † 1941)
- Aurelio Gironda Veraldi, politico italiano (Taverna, n. 1926 - Bari, † 2016)
- Aurelio Juri, politico e giornalista sloveno (Pola, n. 1949)
- Aurelio Mancuso, politico italiano (Aosta, n. 1962)
- Aurelio Misiti, politico italiano (Melicucco, n. 1935)
- Aurelio Mosquera, politico ecuadoriano (Quito, n. 1883 - Quito, † 1939)
- Aurelio Natoli Lamantea, politico e giornalista italiano (Roma, n. 1888 - † 1970)
- Aurelio Saliceti, politico e patriota italiano (Ripattoni, n. 1804 - Torino, † 1862)
- Aurelio Anicio Simmaco, politico romano
- Aurelio Turcotti, politico italiano (Varallo, n. 1808 - Torino, † 1885)

## Presbiteri(1)
- Aurelio Giussani, presbitero italiano (Baruccana, n. 1915 - † 1977)

## Produttori cinematografici(1)
- Aurelio De Laurentiis, produttore cinematografico e imprenditore italiano (Roma, n. 1949)

## Registi(1)
- Aurelio Grimaldi, regista, sceneggiatore e scrittore italiano (Modica, n. 1957)

## Sceneggiatori(1)
- Aurelio Chiesa, sceneggiatore e regista italiano (Cesena, n. 1947)

## Scenografi(1)
- Aurelio Crugnola, scenografo italiano (Roma, n. 1928 - Roma, † 2011)

## Schermidori(1)
- Aurelio Greco, schermidore italiano (Catania, n. 1879 - Roma, † 1954)

## Sciatori alpini(1)
- Aurelio García, ex sciatore alpino spagnolo (Madrid, n. 1947)

## Scrittori(4)
- Aurelio Boza Masvidal, scrittore e critico letterario cubano (Camagüey, n. 1900 - L'Avana, † 1959)
- Aurelio Gotti, scrittore italiano (Firenze, n. 1833 - Roma, † 1904)
- Aurelio Opillo, scrittore romano
- Aurelio Pes, scrittore, drammaturgo e critico musicale italiano (Palermo, n. 1942 - Palermo, † 2020)

## Scultori(3)
- Aurelio Bossi, scultore italiano (Monticelli Pavese, n. 1884 - Bergamo, † 1948)
- Aurelio De Felice, scultore italiano (Torreorsina, n. 1915 - Torreorsina, † 1996)
- Aurelio Mistruzzi, scultore e medaglista italiano (Villaorba, n. 1880 - Roma, † 1960)

## Sovrani(2)
- Aurelio delle Asturie, sovrano (Valle di Langreo, † 774)
- Aurelio Conano, sovrano

## Storici(1)
- Aurelio Lepre, storico italiano (Napoli, n. 1930 - Napoli, † 2014)

## Umanisti(1)
- Aurelio Brandolini, umanista, religioso e letterato italiano (Firenze - Roma, † 1497)

## Vescovi(2)
- Aurelio di Cartagine, vescovo romano (Cartagine, † 430)
- Aurelio di Riditio, vescovo armeno (Milano, † 475)

## Vescovi cattolici(5)
- Aurelio Bienato, vescovo cattolico e letterato italiano (Milano - Martirano, † 1496)
- Aurelio Marena, vescovo cattolico italiano (Napoli, n. 1893 - Napoli, † 1983)
- Aurelio Pesoa Ribera, vescovo cattolico boliviano (Concepción, n. 1962)
- Aurelio Tibaldeschi, vescovo cattolico italiano (Ferentino, n. 1516 - Roma, † 1585)
- Aurelio Zibramonti, vescovo cattolico italiano (Mantova - Roma, † 1589)

## Violinisti(1)
- Secondo Casadei, violinista, compositore e arrangiatore italiano (Sant'Angelo di Gatteo, n. 1906 - Forlimpopoli, † 1971)